# سوفيا كوفاتش
سوفيا كوفاتش (بالمجرية: Kovács Zsófia)‏ (و. 1988  م) هي تريثلت مجرية، شاركت في الألعاب الأولمبية الصيفية 2012، وشاركت في السباق الثلاثي في الألعاب الأولمبية الصيفية 2016.

## روابط خارجية
- سوفيا كوفاتش على موقع اتحاد الترياتلون الدولي (الإنجليزية)
- سوفيا كوفاتش على موقع IAT Triathlon Database (الإنجليزية)
- سوفيا كوفاتش على موقع اللجنة الأولمبية الدولية (الإنجليزية)
- سوفيا كوفاتش على موقع أوليمبيديا (الإنجليزية)